# Distrito de Lens
El distrito de Lens es un distrito (en francés arrondissement) de Francia, que se localiza en el departamento de Paso de Calais (en francés Pas-de-Calais), de la región de Norte-Paso de Calais. Cuenta con 15 cantones y 39 comunas.

## División territorial

### Cantones
Los cantones del distrito de Lens son:
1. Cantón de Bully-les-Mines
2. Cantón de Carvin
3. Cantón de Courrières
4. Cantón de Harnes
5. Cantón de Hénin-Beaumont
6. Cantón de Leforest
7. Cantón de Lens-Est
8. Cantón de Lens-Nord-Est
9. Cantón de Lens-Nord-Ouest
10. Cantón de Liévin-Nord
11. Cantón de Liévin-Sud
12. Cantón de Montigny-en-Gohelle
13. Cantón de Noyelles-sous-Lens
14. Cantón de Sains-en-Gohelle
15. Cantón de Wingles

### Comunas
| 1. Aix-Noulette (62019)         | 2. Angres (62032)              | 3. Annay (62033)           | 4. Billy-Montigny (62133)       |
| 5. Bouvigny-Boyeffles (62170)   | 6. Bully-les-Mines (62186)     | 7. Bénifontaine (62107)    | 8. Carvin (62215)               |
| 9. Courcelles-lès-Lens (62249)  | 10. Courrières (62250)         | 11. Dourges (62274)        | 12. Estevelles (62311)          |
| 13. Fouquières-lès-Lens (62351) | 14. Gouy-Servins (62380)       | 15. Grenay (62386)         | 16. Harnes (62413)              |
| 17. Hersin-Coupigny (62443)     | 18. Hulluch (62464)            | 19. Hénin-Beaumont (62427) | 20. Leforest (62497)            |
| 21. Lens (62498)                | 22. Libercourt (62907)         | 23. Liévin (62510)         | 24. Loison-sous-Lens (62523)    |
| 25. Loos-en-Gohelle (62528)     | 26. Mazingarbe (62563)         | 27. Meurchin (62573)       | 28. Montigny-en-Gohelle (62587) |
| 29. Noyelles-Godault (62624)    | 30. Noyelles-sous-Lens (62628) | 31. Oignies (62637)        | 32. Pont-à-Vendin (62666)       |
| 33. Sains-en-Gohelle (62737)    | 34. Sallaumines (62771)        | 35. Servins (62793)        | 36. Vendin-le-Vieil (62842)     |
| 37. Wingles (62895)             | 38. Éleu-dit-Leauwette (62291) | 39. Évin-Malmaison (62321) |                                 |